# Józef Humiecki
Józef Humiecki herbu Junosza (zm. 1765 w Wozikowicach na Podolu) – kasztelan kamieniecki od 1754, chorąży podolski od 1748, podczaszy podolski od 1735, poseł na sejm w 1746.
W 1763 odznaczony Orderem Orła Białego.
Syn Stefana.